# Tardoire
Tardoire é um rio localizado na França.